# Alishia Sultana
Alishia Sultana (* 9. April 1997 in Malta) ist eine maltesische Fußballspielerin. Seit 2014 ist sie für die maltesische Fußballnationalmannschaft aktiv.

## Karriere

### Verein
Seit 2012 spielt Sultana im Verein Birkirkara FC Von 2012 bis 2014 war sie als Abwehrspielerin tätig. Später wechselte sie ihre Position als Stürmer.

### Nationalmannschaft
Seit 2014 spielt Sultana in der Maltesische Fußballnationalmannschaft der Frauen als Mittelfeldspieler. Bekannt wurde sie durch die FIFA-Qualifikation-Frauen 2019. Bisher absolvierte sie 21 Länderspiele.